# Achanthiptera
Achanthiptera är ett släkte av tvåvingar. Achanthiptera ingår i familjen husflugor.
Släktet innehåller bara arten Achanthiptera rohrelliformis.